# Провинциалистите
„Провинциалистите“ (на английски: The Out-of-Towners) е американски комедиен филм от 1999 г. на режисьора Сам Уейсман, с участието на Стийв Мартин и Голди Хоун. Той е римейк на едноименния филм от 1970 г. по сценарий на Нийл Саймън, и с участието на Джак Лемън и Санди Денис.

## Актьорски състав
| Актьор        | Роля             |
| ------------- | ---------------- |
| Стийв Мартин  | Хенри Кларк      |
| Голди Хоун    | Нанси Кларк      |
| Марк Маккини  | Грег             |
| Оливър Хъдсън | Алън Кларк       |
| Джон Клийз    | Господин Мерсолт |

## Продукция
Стийв Мартин и Голди Хоун първоначално работеха заедно във филма „Лъжовна съпруга“ през 1992 г.
Синът на Хенри и Нанси Кларк, Алън, е изигран от истинския син на Голди Хоун – Оливър Хъдсън.

## В България
В България филмът е издаден на VHS от „Александра Видео“ на 22 март 2000 г.